# حديقة ظل

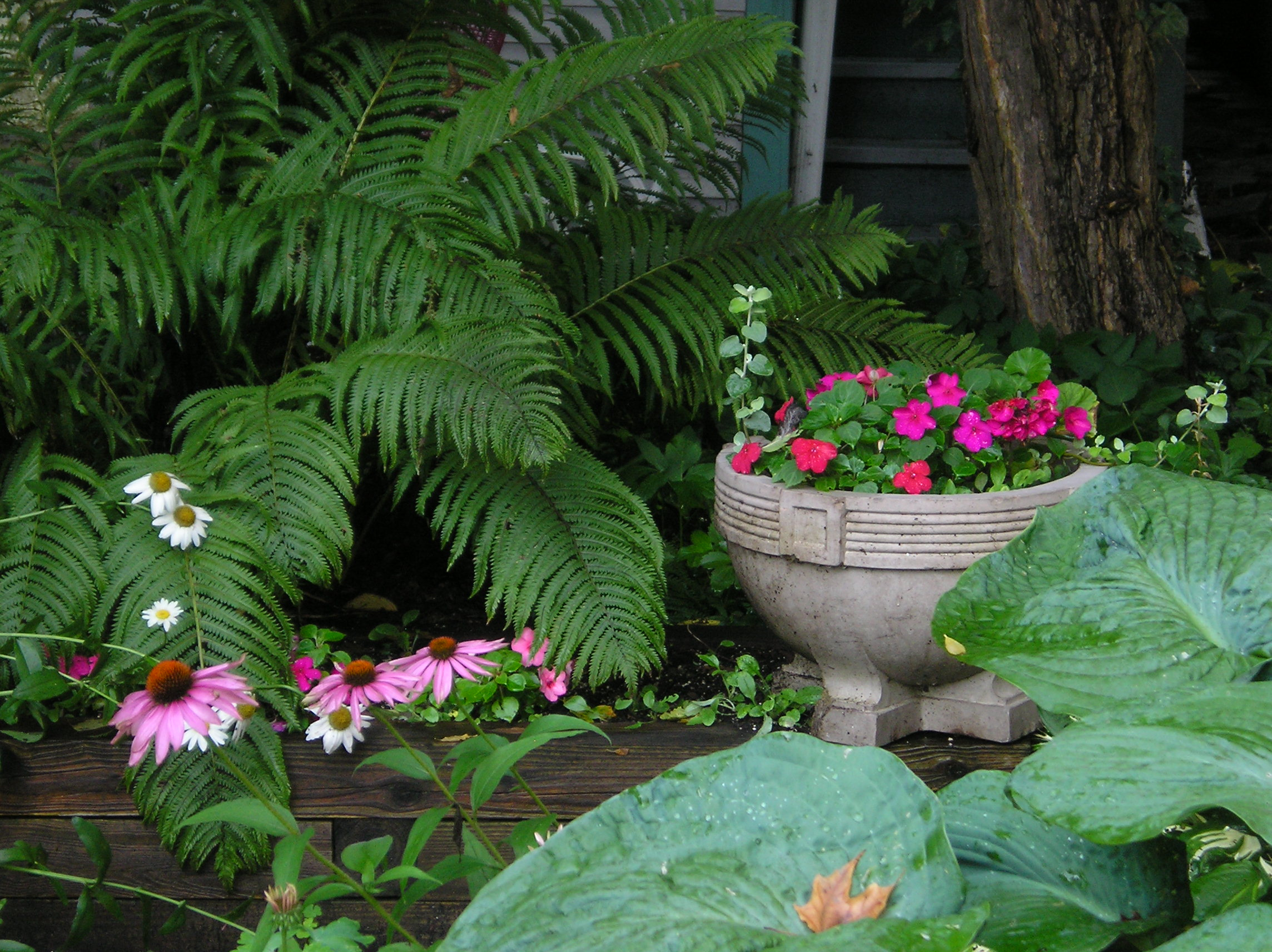
السّرخسيّات والأزهار الصّغيرة هي نباتات حدائق ظل شائعة.

حديقة الظّل هي حديقة منزلية زُرعت ونمت في منطقة قليلة أو منعدمة التّعرّض لأشعة الشمس المباشرة. حدائق الظّل قد تتكون طبيعيّاً أو بزراعة النّباتات تحت الأشجار، وكذلك عند زراعتها على جانب ظل مبنى أو حائط. هذا النوع من الحدائق يُمثّل بضع عوائق وصعوبات لمستخدميه، وهو أن قليل من النّباتات التي تستطيع النّمو في الظل.